# Fiona Bruce
Fiona Elizabeth Bruce (født 25. april 1964) er en britisk fjernsynsjournalist, nyhedsoplæser og tv-vært. Siden hun blev ansat i BBC som researcher på Panorama i 1989, har hun været vært på flere flagskibsprogrammer som BBC News at Six, BBC News at Ten, Crimewatch, Antiques Roadshow og Fake or Fortune.
Fra 2003 til 2007 var hun ankervært i serien Real Story.